# Manuel Cepeda Peraza (Tizimín)
Manuel Cepeda Peraza es una localidad del municipio de Tizimín, estado de Yucatán, en México.

## Toponimia
El nombre (Manuel Cepeda Peraza ) hace referencia a Manuel Cepeda Peraza, quien fue gobernador de Yucatán.

## Datos históricos
- En 1990 cambia su nombre de Cepeda Peraza a Manuel Cepeda Peraza.

## Demografía
Según el censo de 2010 realizado por el INEGI, la población de la localidad era de 395 habitantes.